# Jysk Kvæg
Jysk Kvæg er en dansk kvægrace.
I dag findes der tre større besætninger af Jysk Kvæg i Danmark: Den ene, som er af den forædlede jyske elitetype, står hos gårdejer Chr. Westergaard i Bjergby i Vendsyssel. De to andre besætninger, hvor i der også findes mange dyr af den gammeldags, lavt forædlede type, findes i Danmarks Husdyrpark på Oregaard på Nordfyn og hos Leo Kortegaard, Farsø i Nordjylland.

## Historie
Dets historie fortaber sig i forhistorisk tid, men sådan som vi kender det fra utallige guldaldermalerier, var det små, knoklede, ret lavbenede dyr med høj halerod.
Farvetegningen var overvejende sortbroget, men i visse egne var den gråbrogede variant fremherskende, ja, nogle opfattede endda det gråbrogede slag som værende det mest ægte jyske. Man regner med, at i 1700- Og 1800-årene var omkring fjerdeparten af det jyske kvæg gråbroget.
I første del af sidste århundrede fik man avlet det jyske kvæg mere højbenet, og med det hollandske kvæg som forbillede fremelskedes i foregangsbesætningerne nogle mere regelmæssigt byggede dyr. Ligeledes lagdes der sine steder vægt på at gøre kvæget større.
I 1949 tog man konsekvensen af at have haft det hollandske kvæg som ideal. Der blev derfor gennemført en fortrængningskrydsning på størstedelen af Jysk Kvæg med hollandske tyre, og den nye race døbtes til Sortbroget Dansk Malkerace, forkortet SDM.
SDM-køerne havde ved siden af en høj mælkeydelse også en god kødsætning og skubbede i 1950'erne og 60´erne såvel de gammeldags jyske køer som mange røde køer ud af båsene. Indenfor de seneste år har man yderligere søgt at effektivisere SDM ved indkrydsning med amerikanske Holstein-Friesian elitetyre.